# Sakarya (Fluss)
Der Sakarya (türkisch Sakarya Nehri; griechisch Σαγγάριος, lateinisch Sangarius, hethitisch: Šeḫirija) ist ein Fluss in der Türkei. Er ist nach Euphrat und Kızılırmak der drittlängste Fluss des Landes.
Die Länge des Sakarya beträgt 790 km. Sein Einzugsgebiet beträgt 53.800 km². Er entspringt in der Provinz Afyon und fließt erst Richtung Inneranatolien. Danach wendet er sich wieder gegen Norden und nimmt auf der Höhe von Polatlı die Nebenflüsse Porsuk Çayı und Ankara Çayı auf. In der Spätantike ließ der oströmische Kaiser Justinian (527–565) am strategisch wichtigen Flussübergang beim heutigen Adapazarı die steinerne Sangariusbrücke errichten, nachdem die starke Strömung wiederholt die Pontonbrücke fortgerissen hatte.
Der Sakarya wird 43 km südlich von Alpu zur Gökçekaya-Talsperre aufgestaut.
Nach dem Fluss ist die türkische Provinz Sakarya benannt.